# Craseomys rufocanus
Craseomys rufocanus és una espècie de mamífer rosegador de la família dels cricètids. Viu a Noruega, Suècia, Finlàndia, Rússia, Mongòlia, la Xina, Corea del Nord i el Japó. Els seus hàbitats naturals són els boscos de coníferes i els bedollars. És una espècie en risc mínim, és a dir, no sembla que hi hagi cap amenaça significativa per a la seva supervivència. El seu nom específic, rufocanus, significa ‘roig-i-blanc’ en llatí.